# Kylie Christmas
Kylie Christmas er det trettende studiealbum og det første julealbum af den australske sangerinde Kylie Minogue. Det blev udgivet den 13. november 2015 af pladeselskabet Parlophone. Albummet indeholder både coverversioner og originale sange.

## Baggrund
Kylie Christmas er det første julealbum af Minogue og hendes trettende studiealbum. Minogue tidligere udgivet julesporet "Santa Baby" i 2000, som blev inkluderet på hendes single "Please Stay", en indspilning af "Let It Snow" i 2010, og to EP-plader i 2010 med titlen A Kylie Christmas og A Christmas Gift.

## Sporliste
| #   | Titel                                                 | Sangskriver(e)                                 | Producer(e)              | Længde |
| --- | ----------------------------------------------------- | ---------------------------------------------- | ------------------------ | ------ |
| 1.  | "It's the Most Wonderful Time of the Year"            | Edward Pola George Wyle                        | Steve Anderson           | 2:44   |
| 2.  | "Santa Claus Is Coming to Town" (feat. Frank Sinatra) | John Frederick Coots Haven Gillespie           | Charles Pignone Anderson | 2:15   |
| 3.  | "Winter Wonderland"                                   | Felix Bernard Richard B. Smith                 | Anderson                 | 1:53   |
| 4.  | "Christmas Wrapping" (med Iggy Pop)                   | Chris Butler                                   | Anderson                 | 5:05   |
| 5.  | "Only You" (med James Corden)                         | Vincent Clarke                                 | Anderson                 | 3:05   |
| 6.  | "I'm Gonna Be Warm This Winter"                       | Hank Hunter Mark Barkan                        | Anderson                 | 2:29   |
| 7.  | "Every Day's Like Christmas"                          | Mikkel Eriksen Tor Erik Hermansen Chris Martin | Stargate                 | 4:13   |
| 8.  | "Let It Snow"                                         | Sammy Cahn Jule Styne                          | Anderson                 | 1:56   |
| 9.  | "White December"                                      | Kylie Minogue Karen Poole Matt Prime           | Prime                    | 3:07   |
| 10. | "2000 Miles"                                          | Chrissie Hynde                                 | Anderson                 | 3:34   |
| 11. | "Santa Baby"                                          | Joan Javits Philip Springer Tony Springer      |                          | 3:22   |
| 12. | "Christmas Isn't Christmas 'Til You Get Here"         | Minogue Anderson Poole                         | Anderson                 | 3:03   |
| 13. | "Have Yourself a Merry Little Christmas"              | Hugh Martin Ralph Blane                        | Anderson                 | 3:22   |

| 14. | "Oh Santa"                         | Minogue Ash Howes Richard Stannard Anderson | Howes Stannard Anderson | 2:38 |
| 15. | "100 Degrees" (med Dannii Minogue) | Minogue Howes Stannard Anderson             | Howes Stannard Anderson | 4:31 |
| 16. | "Cried Out Christmas"              | Minogue Poole Prime                         | Prime                   | 3:44 |

## Hitlister
| Hitliste (2015)                  | Placering |
| -------------------------------- | --------- |
| Australien (ARIA Charts)         | 7         |
| Østrig (Ö3 Austria Top 40)       | 46        |
| Belgien (Ultratop Flandern)      | 23        |
| Belgien (Ultratop Vallonien)     | 53        |
| Tjekkiet (IFPI Czech Republic)   | 18        |
| Nederlandene (MegaCharts)        | 41        |
| Frankrig (SNEP)                  | 76        |
| Tyskland (Media Control Charts)  | 34        |
| Ungarn (Mahasz)                  | 8         |
| Irland (IRMA)                    | 14        |
| Italien (FIMI)                   | 59        |
| Spanien (PROMUSICAE)             | 31        |
| Schweiz (Schweizer Hitparade)    | 51        |
| Sverige (Sverigetopplistan)      | 39        |
| Storbritannien (UK Albums Chart) | 12        |

## Udgivelseshistorie
| Land        | Dato              | Format                      | Pladeselskab                         |
| ----------- | ----------------- | --------------------------- | ------------------------------------ |
| Verdensplan | 13. november 2015 | CD CD+ DVD Digital download | Parlophone Warner Bros. Warner Music |
| Verdensplan | 27. november 2015 | Vinyl                       | Parlophone Warner Bros. Warner Music |